# ماتيو بيلودو
ماتيو بيلودو هو منافس ألعاب قوى كندي، ولد في 27 نوفمبر 1983.

## وصلات خارجية
- ماتيو بيلودو على موقع الاتحاد الدولي لألعاب القوى (الإنجليزية)
- ماتيو بيلودو على موقع الاتحاد الكندي لألعاب القوى (الإنجليزية)
- ماتيو بيلودو على موقع اللجنة الأولمبية الدولية (الإنجليزية)
- ماتيو بيلودو على موقع أوليمبيديا (الإنجليزية)
- ماتيو بيلودو على موقع اللجنة الأولمبية الكندية (الإنجليزية)